# Liste der Scoutkreuzer
In der Liste der Scoutkreuzer sind alle zwischen 1903 und 1915 gebauten Scoutkreuzer aufgeführt.
Scoutkreuzer waren ein Kriegsschifftyp, der kleiner, schneller, leichter bewaffnet und gepanzert war als vergleichbare geschützte Kreuzer oder leichte Kreuzer, aber größer als zeitgenössische Zerstörer. Bestimmt für Flottenaufklärung und als Flottillenführer wurden sie nur von wenigen Marinen, zum Teil auch unter anderen Bezeichnungen („Esploratori“, „Rapidkreuzer“), in Dienst gestellt.

## Liste der Schiffe

### Brasilien
- Bahia-Klasse
  - Bahia (1909)
  - Rio Grande do Sul (1909)

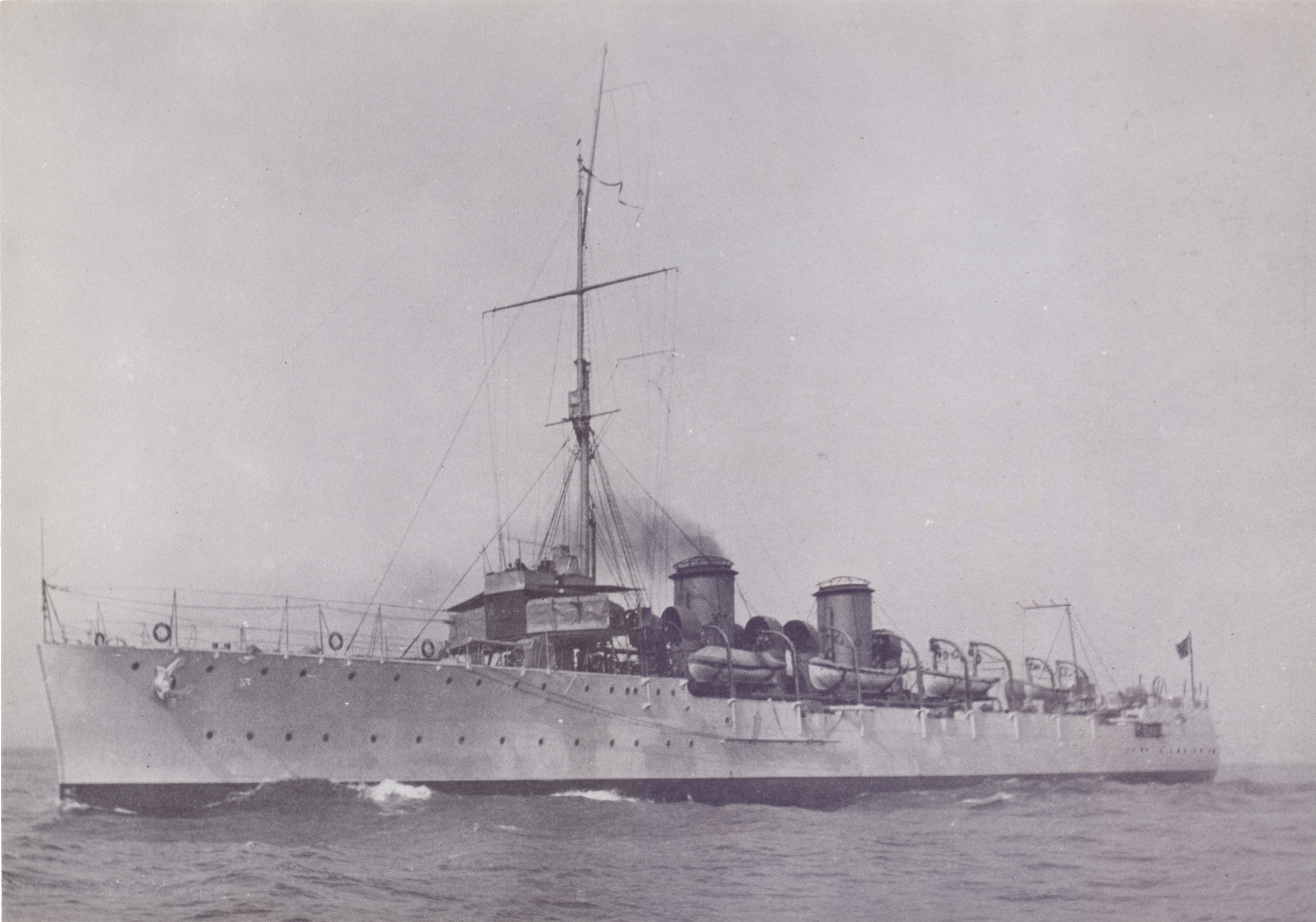
Bahia
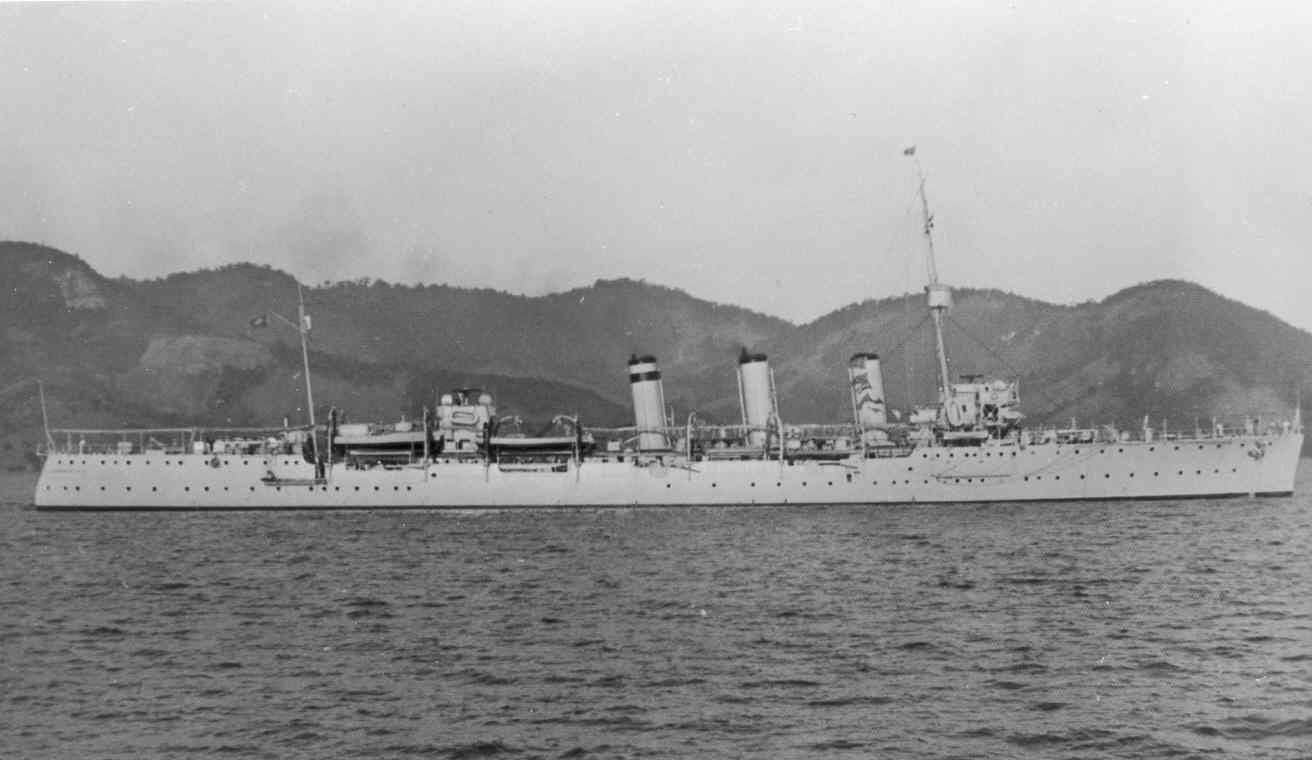
Rio Grande do Sul nach Modernisierung 1925/26

### Frankreich
- (Österreichisch-Ungarische) Helgoland-Klasse
  - Thionville – ex öst.-ung. Novara (1913), 1920 erhalten

### Großbritannien
- Adventure-Klasse
  - HMS Adventure, urspr. Eddystone (1904)
  - HMS Attentive (1904)
- Forward-Klasse
  - HMS Foresight (1904)
  - HMS Forward (1904)
- Pathfinder-Klasse
  - HMS Pathfinder, urspr. Fastnet (1904)
  - HMS Patrol (1904)
- Sentinel-Klasse
  - HMS Sentinel, urspr. Inchkeith (1904)
  - HMS Skirmisher (1905)
- Boadicea-Klasse
  - HMS Boadicea (1908)
  - HMS Bellona (1909)
- Blonde-Klasse
  - HMS Blanche (1909)
  - HMS Blonde (1910)
- Active-Klasse
  - HMS Active (1911)
  - HMS Amphion (1911)
  - HMS Fearless (1912)

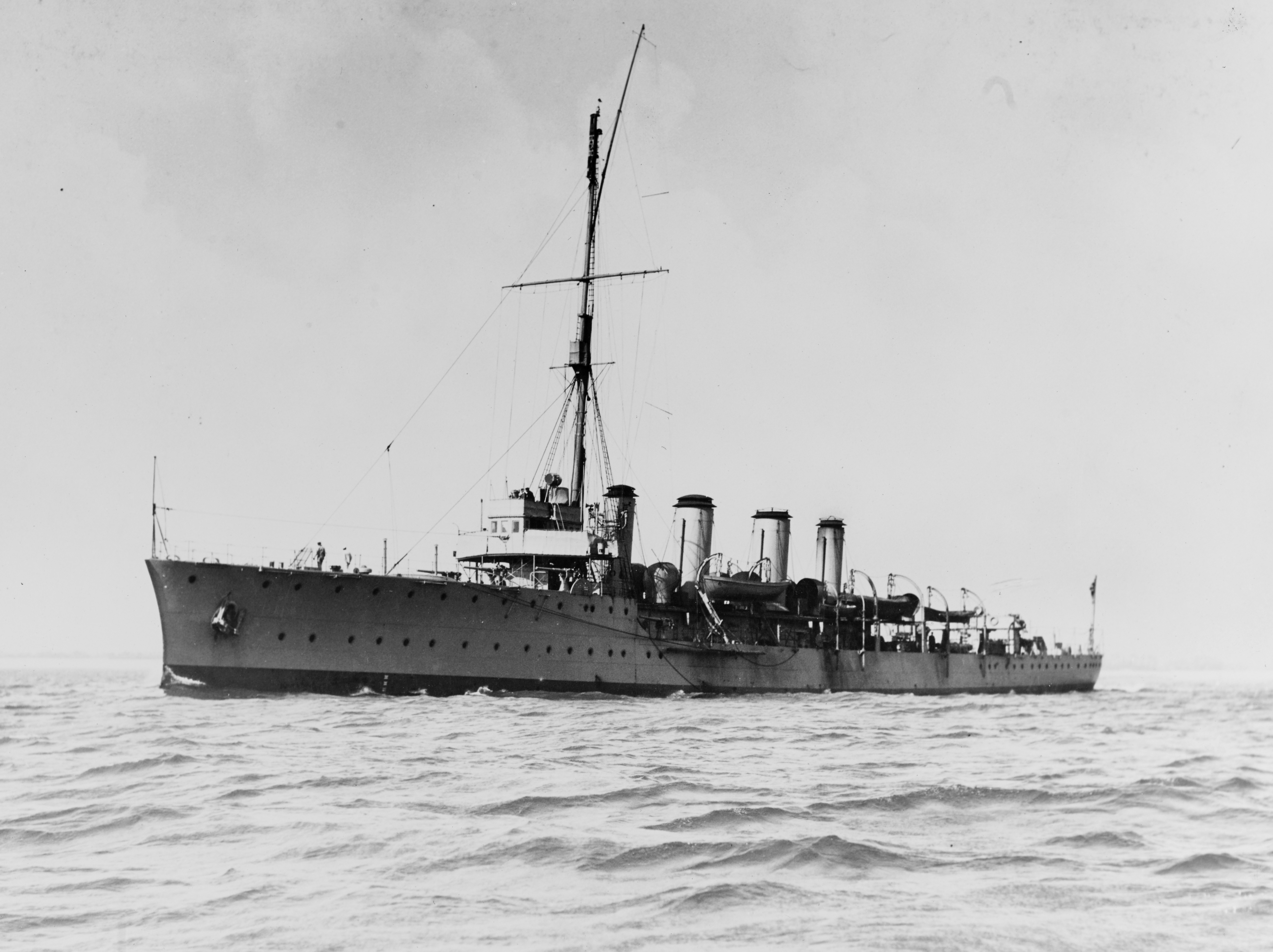
HMS Adventure
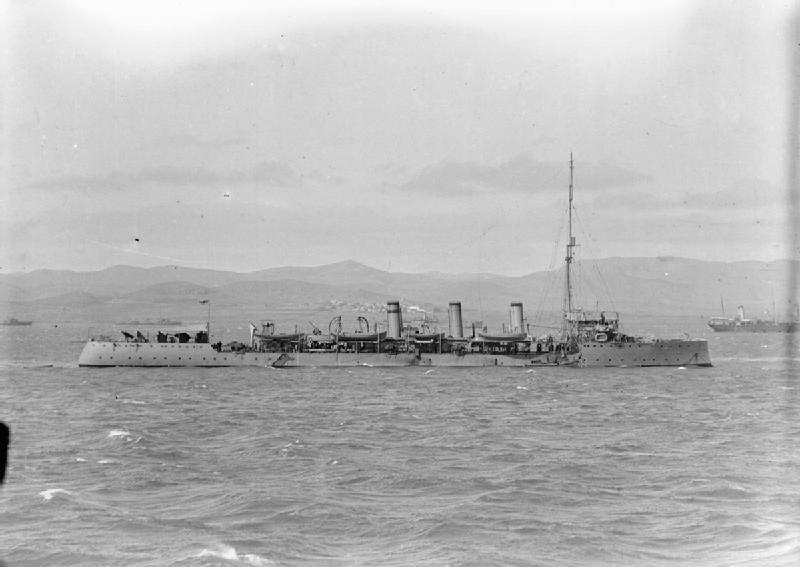
HMS Forward
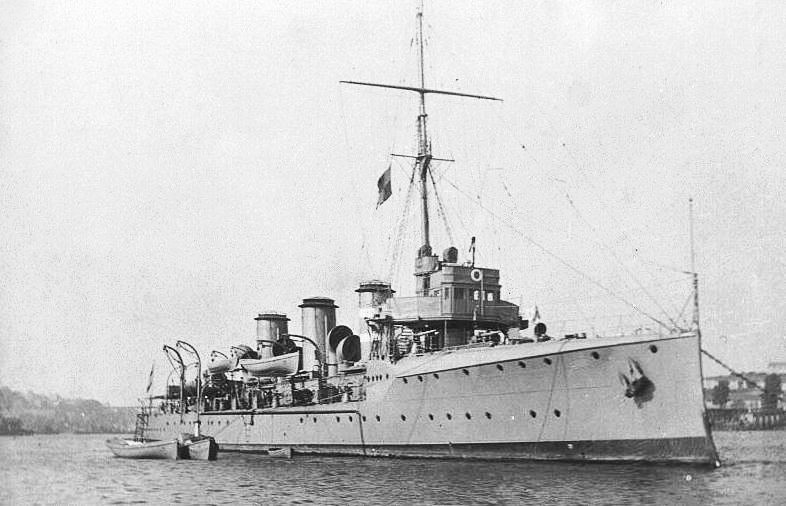
HMS Patrol
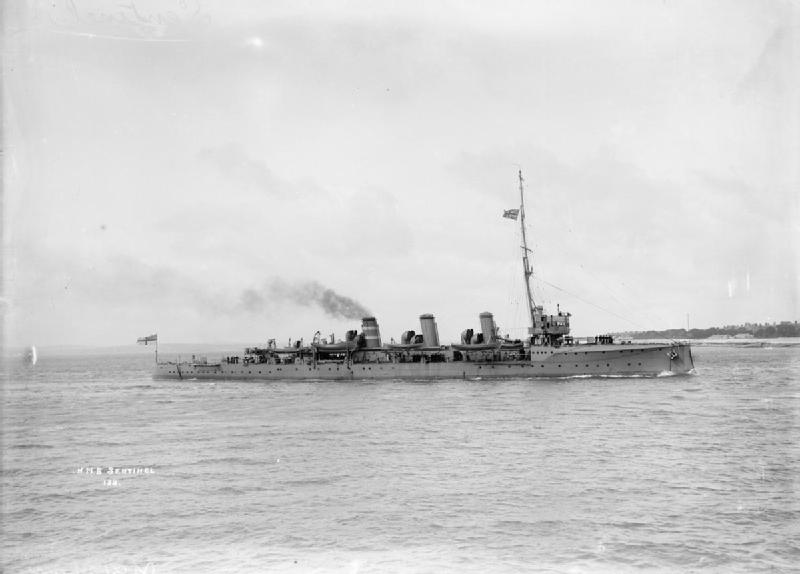
HMS Sentinel
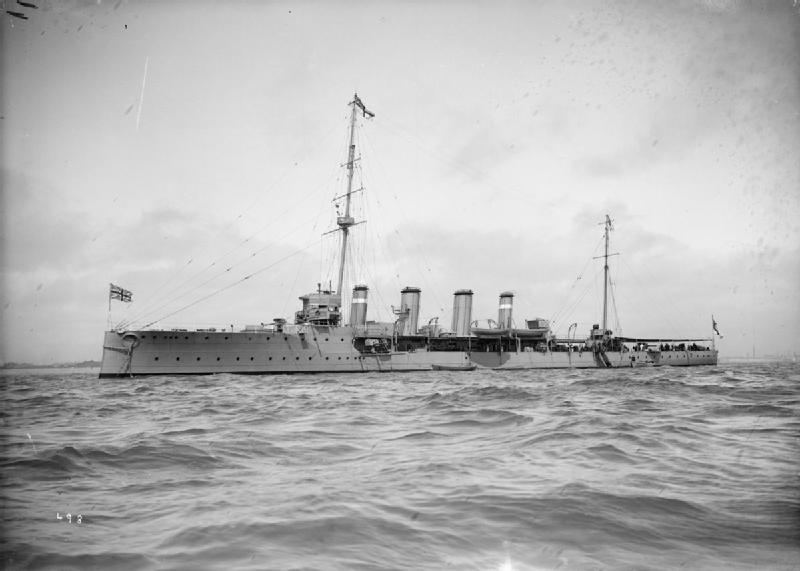
HMS Boadicea
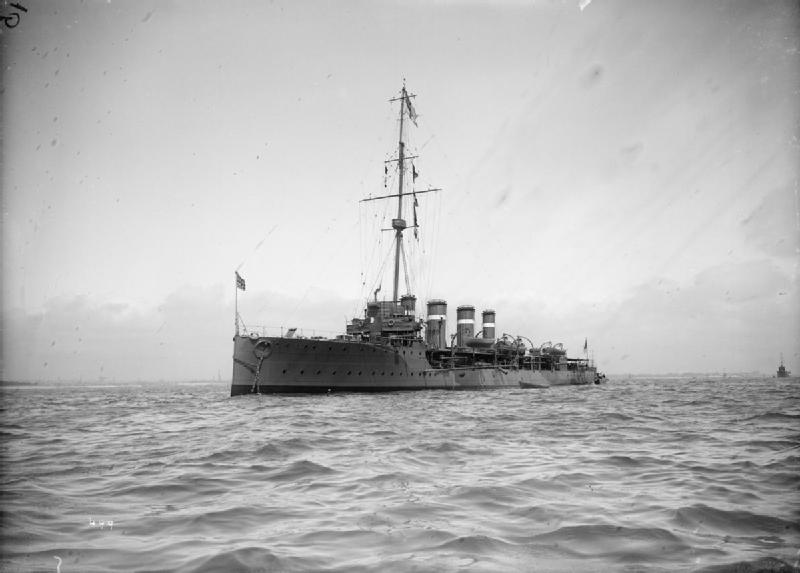
HMS Blonde
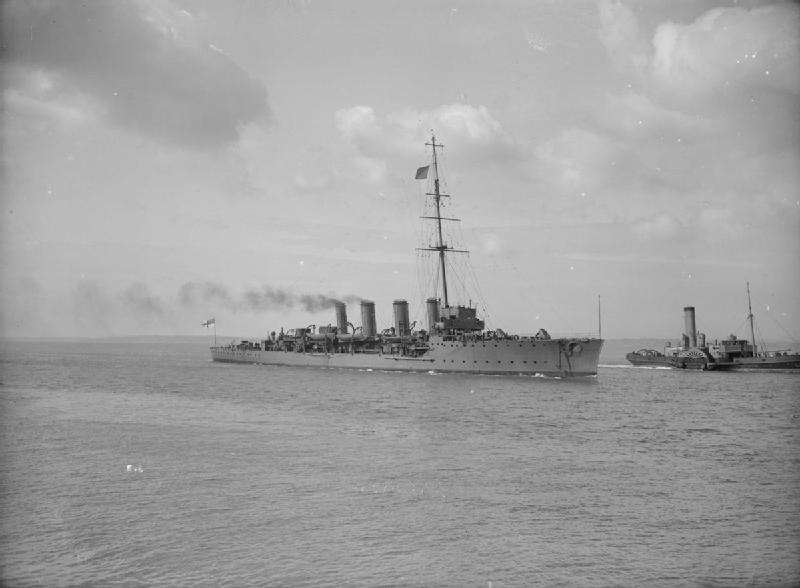
HMS Fearless

### Italien („Esploratori“)
- Quarto (1911)
- Nino-Bixio-Klasse
  - Nino Bixio (1911)
  - Marsala (1912)
- (Österreichisch-Ungarische) Helgoland-Klasse
  - Venezia – ex. öst.-ung. Saida (1912), 1920 erhalten
  - Brindisi – ex öst.-ung. Helgoland (1912), 1920 erhalten

### Österreich-Ungarn („Rapidkreuzer“)
- SMS Admiral Spaun (1909)
- Helgoland- oder Verstärkte Admiral-Spaun-Klasse
  - Saida (1912) – 1920 Italien zugesprochen und in Venezia umbenannt
  - Helgoland (1912) – 1920 Italien zugesprochen und in Brindisi umbenannt
  - Novara (1913) – 1920 Frankreich zugesprochen und in Thionville umbenannt

Admiral Spaun
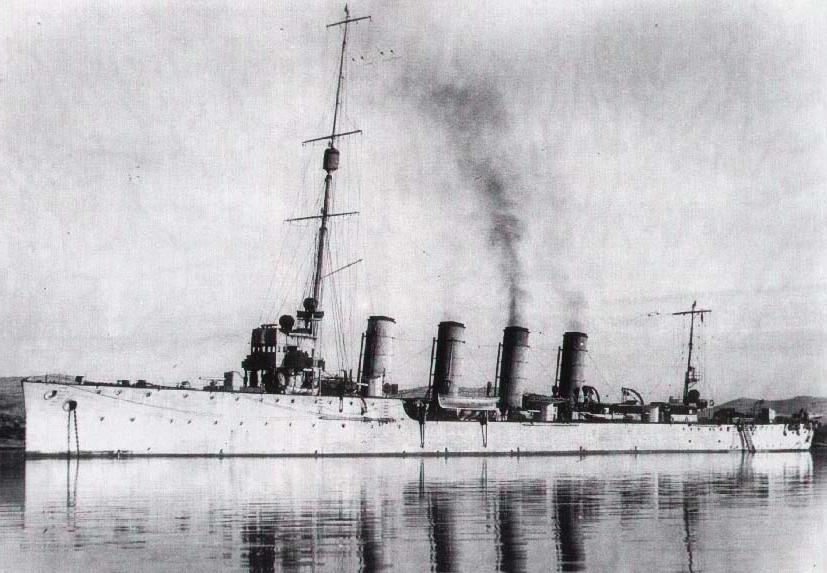
Saida
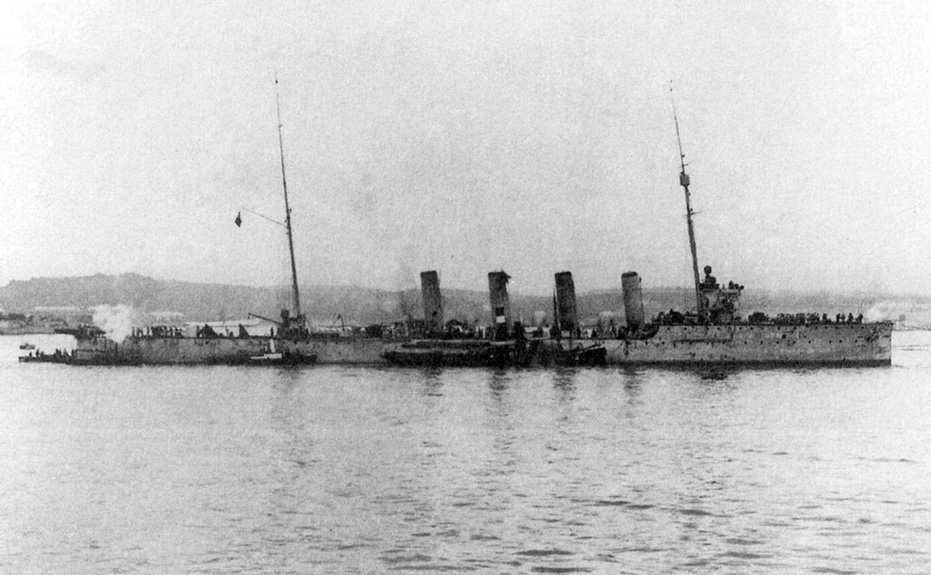
Helgoland
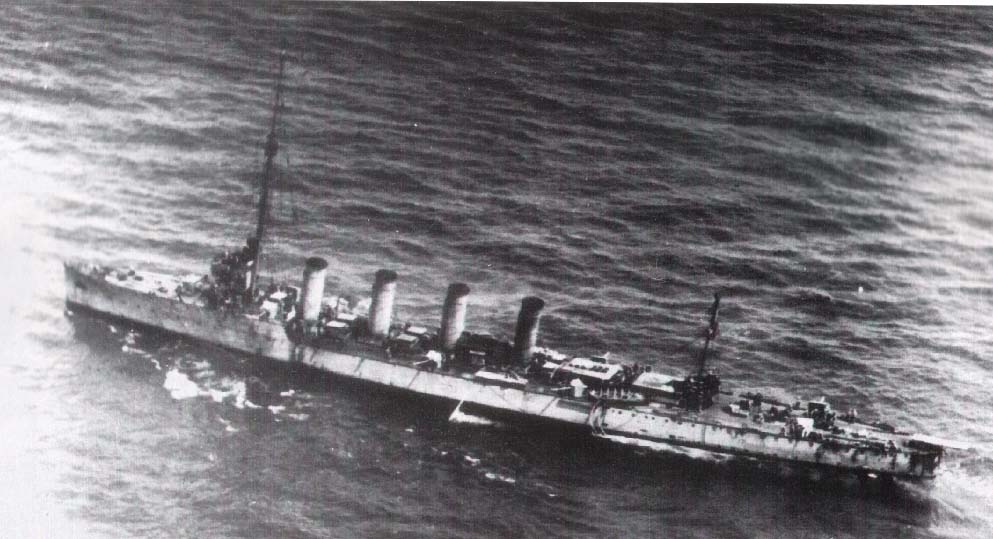
SMS Novara

### Peru
- Almirante-Grau-Klasse
  - Almirante Grau (1906)
  - Coronel Bolognesi (1906)

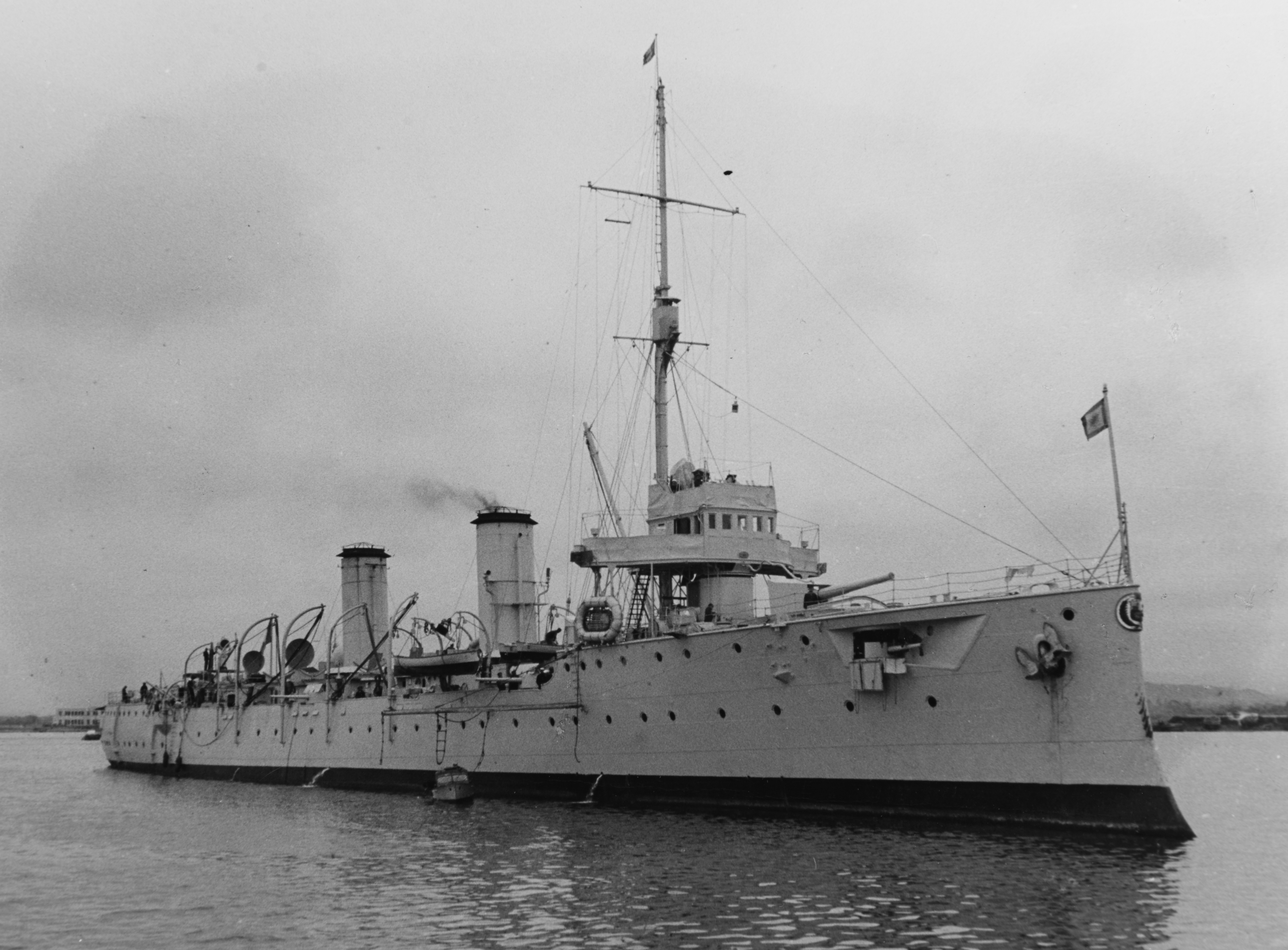
BAP Almirante Grau

### Vereinigte Staaten
- Chester-Klasse
  - USS Chester (CS-1) (1907)
  - USS Birmingham (CS-2) (1907)
  - USS Salem (CS-3) (1907)

Die drei Schiffe der Chester-Klasse wurden 1920 zu leichten Kreuzern CL-1 bis CL-3 umklassifiziert.

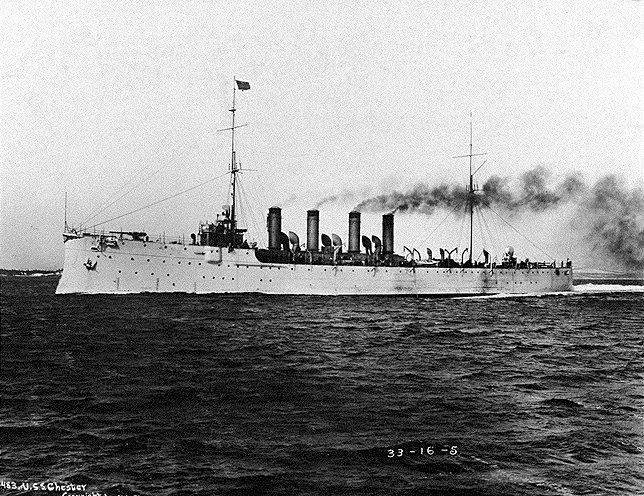
USS Chester (CS-1)
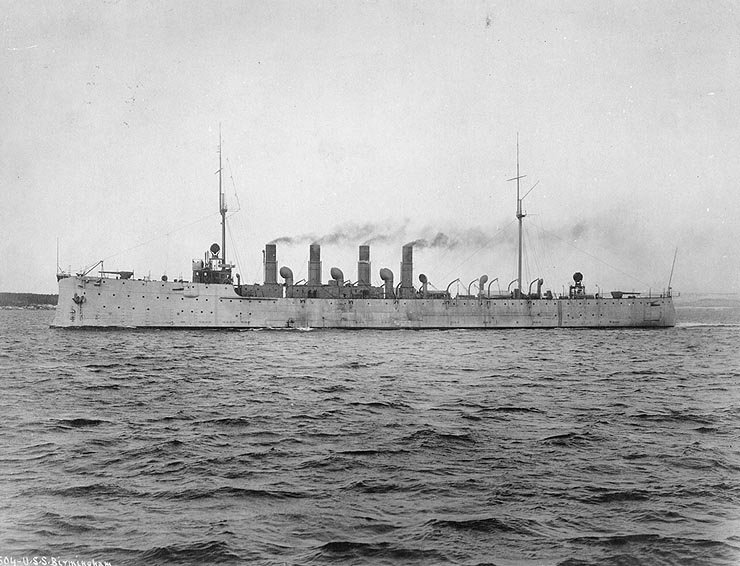
USS Birmingham (CS-2)
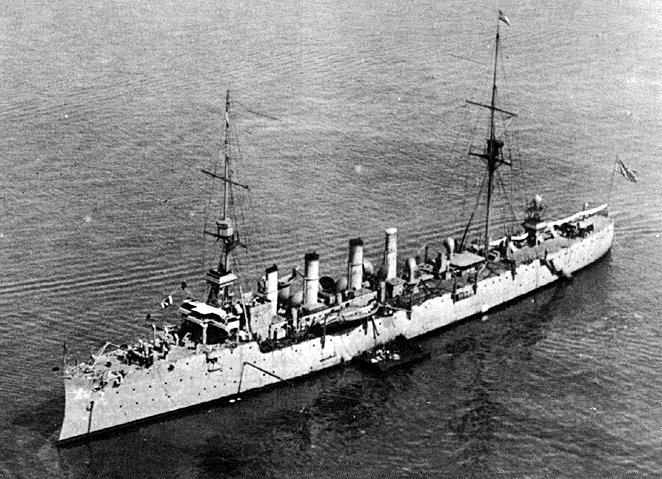
USS Salem (CS-3)